# بارينتينس
بارينتينس (بالبرتغالية: Parintins‏) هي بلدية تقع في البرازيل في الأمازون (ولاية). يقدر عدد سكانها بـ 103,828 نسمة ومساحتها 5,952.333 كم2 وترتفع عن سطح البحر 27 متر.

## المدن التوأمة
مدن الأقصر، أوليندا، نيروبي، مونتغومري (ألاباما) وإسطنبول هي مدن توأمة لـبارينتينس.